# 李利突吻魚
李利突吻魚（学名：Varicorhinus leleupanus）为輻鰭魚綱鯉形目鲤科突吻魚屬的其中一種，被IUCN列為次級保育類動物，分布於非洲坦干伊喀湖流域，體長可達22公分，可做為食用魚。

## 扩展阅读
維基物種上的相關：李利突吻魚